# Seiwa
Imperador Seiwa (清和天皇, Seiwa-tennō, 850—881) foi o 56º imperador do Japão, na lista tradicional de sucessão.
Reinou de 858 a 876.

## Genealogia
Antes da sua ascensão ao trono, seu nome era Korehito.
Korehito foi o quarto filho do Imperador Montoku. Sua mãe foi Fujiwara no Akirakeiko (明子), também conhecida como Imperatriz Somedono. Seu avô Fujiwara no Yoshifusa, foi Sesshō (Regente) e Daijō Daijin (Chanceler).
Korehito era o meio-irmão mais novo do Príncipe Imperial Koretaka (844 - 897). Casou-se com treze imperatrizes e teve 18 filhos.

### Filhos
Príncipe Imperial Sadaakira (惟喬親王, futuro Imperador Yozei) (868 – 949)
Príncipe Imperial Sadayasu (貞明親王) (870 – 924)
Princesa Imperial Atsuko (敦子内親王) (  – 930)
Príncipe Imperial Sadamoto (貞固親王) (  – 930)
Príncipe Imperial Sadasumi (貞純親王) (873 – 916). Pai de Minamoto no Tsunemoto, fundador do ramo Seiwa Genji, do qual descenderam os shōgun do Shogunato Kamakura e do Shogunato Ashikaga, e do qual o Shogunato Tokugawa reclamava descendência.
Princesa Imperial Shikiko (識子内親王) (874 – 906), Saigū (Princesa Imperial serva do Grande Santuário de Ise)
Príncipe Imperial Sadatoki (貞辰親王) (874 – 929)
Príncipe Imperial Sadakazu (貞数親王) (875 – 916)
Príncipe Imperial Sadayori (貞頼親王) (876 – 922)

## Biografia
Korehito foi criado e protegido por seu avô materno, Fujiwara no Yoshifusa; e tomou o lugar de seu irmão Príncipe Imperial Koretaka como Príncipe Herdeiro.
Em 858, após a morte do Imperador Montoku, assumiu o trono aos 8 anos de idade, com o nome de Imperador Seiwa.
Como era a primeira vez na história do Japão que um imperador assumia o trono antes de chegar a maioridade, houve um acordo de que seria tutelado por seu avô Yoshifusa que se tornaria Sesshō(regente). A partir deste momento, o Clã Fujiwara assume o papel de regente  durante o Período Heian.
Em 859, o Imperador Seiwa inicia a  a construção do Santuário Iwashimizu, próximo a Heian-kyō (atual Quioto), este santuário foi dedicado a Hachiman, o deus xintoísta da guerra.
Após o nascimento de seu primeiro filho em 869, o Imperador Seiwa o nomeia seu herdeiro. Posteriormente em 876, o abdica ao trono aos 26 anos de idade, e o Imperador Yozei ascende ao trono.
Em 878, torna-se um monge budista, e passa a ser chamado Soshin. Faleceria em 880, aos 30 anos de idade.

## Daijō-kan
- Sesshō: Fujiwara no Yoshifusa (804 – 872)
- Daijō Daijin: Fujiwara no Mototsune
- Sadaijin: Minamoto no Makoto
- Sadaijin: Minamoto no Tōru
- Udaijin: Fujiwara no Yoshisuke (813 – 867)
- Udaijin: Fujiwara no Ujimune
- Udaijin: Minamoto no Mototsune

## Eras do reinado de Seiwa
Os anos de reinado Seiwa são identificados por mais de um nome de era (Nengo). 
Ten'an (857 - 859)
Jogan (859 - 877)